# Jacques de Baroncelli
Jacques de Baroncelli (Bouillargues, 1881 - París, 1951) fou un director cinematogràfic francès, germà de l'escriptor occità Folco de Baroncelli-Javon Va realitzar unes 80 pel·lícules, especialitzant-se en les adaptacions literàries. És conegut per les seves pel·lícules mudes, fetes entre 1915 i finals de 1930.

## Films destacats
- Ramuntcho (1919)
- Le père Goriot (1922)
- Nêne (1923)
- Pierre Loti Pêcheur d'Islande (1924); d'Anatole France
- Crainquebille (1934); d'Honoré de Balzac
- La Duchesse de Langeais (1942); de Ponson du Terrail
- Rocambole (1947)